# Чубинское
Чубинское (укр. Чубинське), до 1993 г. Новая Александровка — село в Бориспольском районе Киевской области (Украина). Код КОАТУУ — 3220880905. Названо в честь П. П. Чубинского, известного фольклориста, этнографа, поэта, ученого, педагога, автора гимна Украины. По свидетельствам местных жителей, здесь, в лесу, тогда большего по площади, был его дом, окруженный садом из яблонь и слив. Дом построен в 1862 году и простоял до 30 годов XX в. Сегодня население Чубинского составляет около 3,5 тыс. человек (2017 год).
Расположено в 1 км от железнодорожной станции Чубинское. Начало застраиваться с 1970-х гг.
В конце XX века в Чубинском насчитывалось 293 двора с более чем 1100 жителями.
На данный момент в селе есть 17 улиц:
ул. Погребняка,: ул. Садовая,: ул. Садово-Дачная,: ул. Яблоневая,: ул. Артёма,: ул. Л. Шевцовой,: ул. Бориспольская
ул Господарська
ул Киевская
ул Выставкова
ул Виноградная
ул Близниченко
ул Хаврука
ул Вербицкого
ул Наукова
ул Полевая
ул Лины Костенко
Постановлением Кабинета Министров Украины № 700 от 23 апреля 1999 возрождение усадьбы Чубинского включено в государственную программу воссоздания выдающихся памятников истории и культуры.

## Инфраструктура
Продуктовые магазины, амбулатория, музыкальная школа, бассейн, парикмахерская, салон красоты, выделенный интернет по оптической линии, почта, детский сад, аптека, конный клуб, гостиницы, институт генетики, заповедник, а также страусиная ферма.